# 巴克尔斯比
巴克尔斯比（德語：Barkelsby）是德国石勒苏益格－荷尔斯泰因州的一个市镇。总面积17.87平方公里，总人口1436人，其中男性700人，女性736人（2011年12月31日），人口密度80人/平方公里。